# Бурнашевское сельское поселение
Бурнашевское се́льское поселе́ние — муниципальное образование в Верхнеуслонском районе Татарстана Российской Федерации.
Административный центр — село Татарское Бурнашево.

## История
Статус и границы сельского поселения установлены Законом Республики Татарстан от 31 января 2005 года № 19-ЗРТ «Об установлении границ территорий и статусе муниципального образования "Верхнеуслонский муниципальный район" и муниципальных образований в его составе».

## Население
| 2010 | 2011 | 2012 | 2013 | 2014 | 2015 | 2016 |
| ---- | ---- | ---- | ---- | ---- | ---- | ---- |
| 594  | ↘593 | ↘586 | ↗593 | ↗595 | ↘590 | ↗616 |
| 2017 | 2018 |      |      |      |      |      |
| ↘610 | ↘605 |      |      |      |      |      |

## Состав сельского поселения
| № | Населённый пункт    | Тип населённого пункта       | Население |
| - | ------------------- | ---------------------------- | --------- |
| 1 | Гаврилково          | деревня                      |           |
| 2 | Каинки              | деревня                      |           |
| 3 | Ломовка             | деревня                      |           |
| 4 | Татарское Бурнашево | село, административный центр |           |
| 5 | Тихий Плес          | деревня                      |           |
| 6 | Юматово             | село                         |           |